# Blink (raspoređivačka mašina)
Blink je pregledačka mašina (en. Web browser engine) koja je razvijena kao deo projekta Hromium (en. Chromium), od strane Gugla, čemu su takođe doprineli Opera, Intel, Samsung i drugi. Objavljen je u aprilu 2013. godine. Blink je forkovan (en. fork) iz Veb Kor (en. WebCore) komponente Veb Kita (en. WebKit) i koristi se u Hromu od verzije 28, u Operi od verzije 15, u Amazon Silku i drugim pregledačima koji su zasnovani na Hromiumu, kao i u Veb Vju (en. WebView) komponenti Android operativnog sistema od verzije 4.4 pa nadalje.
Veliki deo originalnog izvornog koda Veb Kora je služio da omogući dodatke koje Gugl Hrom (en. Google Chorme) nije koristio (kao što su sigurnosni mehanizam sendboks (en. sandbox) i Veb Kit 2 (en. WebKit2) model za multiprocesiranje). Hrom programeri su forkovanjem uspeli da pojednostave izvorni kod tako što su uklonili nepotrebne delove koda i to im je omogućilo veću fleksibilnost pri dodavanju novih karakteristika. Takođe, usvojena je i politika uklanjanja CSS prefiksa internet pregledača (en. vendor prefixes), umesto toga eksperimentalne funkcionalnosti će biti omogućene opciono, onima koji žele da ih testiraju i da istražuju. Izuzev ovih planiranih promena, Blink je i dalje ostao veoma sličan Veb Koru. Od 2009. godine, Gugl je firma koja najviše doprinosi razvoju Veb Kita.
Blink je dobio ime po nestandardnom HTML elementu, koji je razvio Netskejp (en. Netscape Navigator), a podržali su ga internet pregledači zasnovani na Presto i Geko raspoređivačkim mašinama, sve do avgusta 2013. godine. Blink je zaštitni proizvod kompanije Niuanta (en. Nuanti), kompanije otvorenog koda za internet pregledače, iz Velike Britanije.

## Spoljašnje veze
- „Blink - The Chromium Projects”.
- „Nuanti Company”.
- „WebKit2 - High Level Document”.
- „Blink (layout engine) - Engleska Wikipedija”.
- „Chromium (web browser) - Engleska Wikipedija”.
- „Opera (web browser) - Engleska Wikipedija”.
- „Sandbox (computer security) - Engleska Wikipedija”.
- „Vendor prefixes - Engleska Wikipedija”.
- „Presto (layout engine) - Engleska Wikipedija”.
- „Gecko (software) - Engleska Wikipedija”.
- „Blink HTML element - Engleska Wikipedija”.